# Sophie de Holszany
Sophie de Holszany (en polonais Zofia (Sonka) Holszańska), née vers 1405 et morte le 21 septembre 1461, est une princesse lituanienne, reine de Pologne (1422-1434) par son mariage avec le roi Władysław II Jagellon, dont elle est la quatrième épouse.

## Biographie

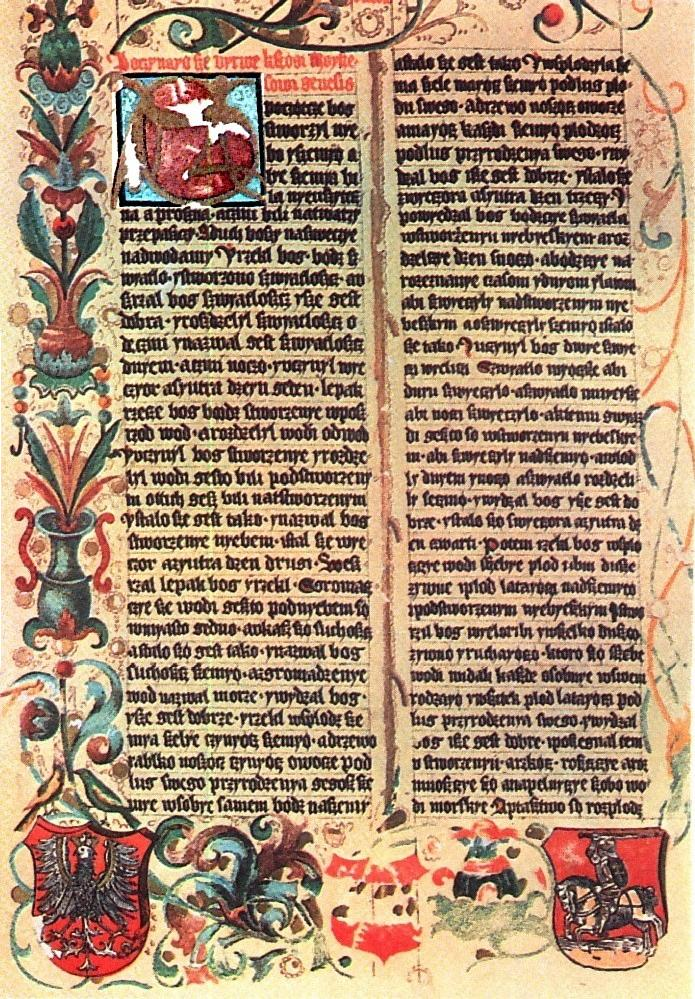
La Bible en polonais de la reine Sophie.

Elle est la fille du prince André de Holszany (de) et d'Aleksandra Drucka (pl). Le mariage est arrangé par Vytautas le Grand, le cousin de son futur époux ; Władysław (veuf de ses trois précédentes épouses) est alors âgé de soixante-et-un ans, et Zofia en a dix-sept. L’union est célébrée le 24 (ou le 7) février 1422 à Navahrudak, par l’évêque de Samogitie, Matthias de Trakai (en). Władysław II Jagellon a eu deux filles de ses précédentes unions, dont seule survit Jadwiga Jagellon (1408-1431), l’ultime descendante de la dynastie des Piast. Jadwiga meurt en 1431 à vingt-trois ans, et des rumeurs d’empoisonnement circulent après sa mort et la participation de Zofia dans cet assassinat.
Le 12 février 1424, Zofia est couronnée à la cathédrale du Wawel de Cracovie. La noblesse polonaise conteste les droits au trône de Pologne des fils de Władysław et de Zofia ; en échange de cette reconnaissance, Władysław II Jagellon doit accorder aux nobles de nouveaux privilèges.
Zofia encourage la traduction de la Bible en polonais (1453-1461). Elle est la grand-mère de Kazimierz Jagellon, saint patron de la Pologne et de la Lituanie.

## Mariage et descendance
Zofia de Holszany donne à son époux des héritiers mâles : 
- Władysław III Jagellon (1424–1444)[1], roi de Pologne et de Hongrie ;
- Kazimierz (1426-1427) ;
- Kazimierz IV Jagellon (1427-1492)[1], grand-duc de Lituanie, roi de Pologne.